# Teijóis
Teijóis (en gallego-asturiano y oficialmente Os Teixóis) es una casería de la parroquia de Veigas, concejo de Taramundi, en la comarca del Eo-Navia, Principado de Asturias, España.